# Hypoestes obtusifolia
Hypoestes obtusifolia är en akantusväxtart som beskrevs av John Gilbert Baker. Hypoestes obtusifolia ingår i släktet Hypoestes och familjen akantusväxter. Inga underarter finns listade i Catalogue of Life.